# Inquisició espanyola

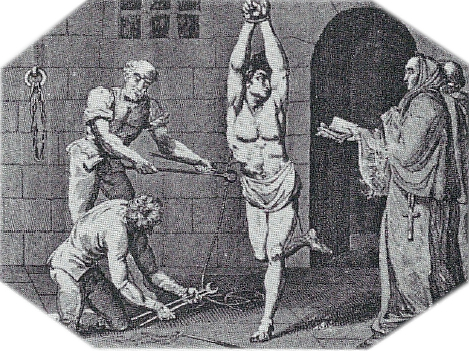
La tortura de la Inquisició, dibuix del 1700

El Tribunal del Sant Ofici de la Inquisició, comunament conegut com a Inquisició espanyola, va ser una institució fundada el 1478 pels Reis Catòlics que, sota el control directe de la Corona, estava encarregada de mantenir l'ortodòxia catòlica en els seus regnes. La Inquisició espanyola té precedents en institucions similars existents a Europa des del segle xii, especialment la fundada a França l'any 1184.

## Antecedents
La Inquisició va ser creada per mitjà de la Butlla Ad abolendam, promulgada el 4 de novembre de 1184 pel papa Luci III desencadenant la Croada albigesa com un instrument per combatre el catarisme al sud de França. En 1233, el papa Gregori IX va crear mitjançant la butlla Excommunicamus la inquisició pontifícia, que es va establir a diversos regnes cristians europeus durant l'Edat mitjana, que depenia directament del pontífex. Va nomenar els dominics com a inquisidors i establia que els heretges fossin lliurats al braç secular per al seu càstig. En 1252 Innocenci IV va emetre un decret avalant la tortura en els mètodes de la Inquisició.

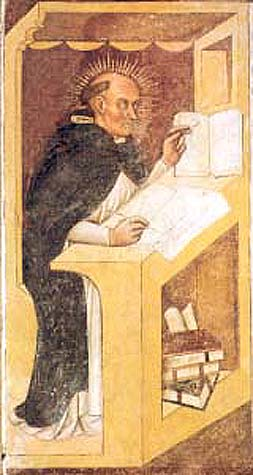
Ramon de Penyafort

Pel que fa als regnes cristians de la península ibèrica, la inquisició pontifícia només es va instaurar a la Corona d'Aragó a instància del dominic català Ramon de Penyafort en el concili de Tarragona del 7 de febrer de 1234, amb la presència de Jaume el Conqueridor. Ramon de Penyafort va compliar les Decretales en 1234 per encàrrec de Gregori IX, i va ser molt actiu en la redacció del marc legislatiu de la Inquisició catalana. Un cop acabada amb la heretgia albigesa la seva importància es va anar diluint, i a mitjan segle xv era una institució gairebé oblidada, encara que legalment vigent. A la Corona de Castella la repressió de l'heretgia va anar a càrrec dels bisbes basant-se en una legislació també secular encara que reproduïa en gran manera els estatuts de la inquisició pontifícia. A Las Partidas es va admetre «la persecució dels heretges, però conduir-los, abans de res, a l'abjuració; només en cas que persistissin en les seves creences podien ser lliurats al botxí. Els condemnats perdien els seus béns i eren desposseïts de tota dignitat i càrrec públic». Al regnat de Ferran III de Castella va ser quan es van imposar les penes més dures als heretges. El mateix rei va ordenar marcar-los amb ferros al vermell viu, i una crònica parla que «va enforcar molts homes i va coure en calderes».
Durant la Baixa Edat Mitjana, els jueus espanyols van ser víctimes d'una legislació cada cop més opressiva, així que molts van optar per la conversió al cristianisme, però era habitual que en l'àmbit domèstic mantinguessin les pràctiques jueves. Els nous cristians no representaven més d'un 5% de la població, però en tenir una bona educació i capacitat econòmica, i haver estat batejats, podien obtenir càrrecs i dignitat, i així havien copat el poder i l'administració de Sevilla, Còrdova o Toledo, comportant la malfiança dels cristians vells. Els abusos i persecucions en 1391 van comportar els assalts als calls de Sevilla, València, Palma i Barcelona, i 
El 1460 fra Alfonso de la Espina, d'ascendència jueva, publicà Fortalitium Fidei, on s'explicava com lluitar contra els enemics de l'Església (heretges, jueus, musulmans i dimonis) i es difongué ràpidament pels regnes peninsular, aflorarant als regnes hispànics obres semblants. El dominic sevillà Alonso de Ojeda va convèncer Isabel I de Castella, quan aquesta va residir a Sevilla entre 1477 i 1478, de l'existència de cristians nous fent cerimònies jueves, confirmat per Pedro González de Mendoza, arquebisbe de Sevilla, i pel dominic Tomás de Torquemada, servint com a pretext perquè els Reis Catòlics sol·licitin al Papa Sixt IV la implantació de la Inquisició a Castella i més tard a Aragó, destinada a la persecució de la pravetat.

## La Inquisició
La inquisició espanyola va ser establerta l'1 de novembre de 1478 amb la butlla Exigit sincerae devotionis del papa Sixt IV, que autoritzava als Reis Catòlics a nomenar inquisidors en els seus regnes i un tribunal controlat per la monarquia hispànica. Aquest nou tipus d'inquisició es va estendre per tota la península, convertint-se en l'única institució comuna a tots els súbdits de la monarquia hispànica, a banda de la mateixa monarquia, a qui servia com a instrument del poder reial. La Inquisició s'independitzà dels Estats Pontificis, i es posà al servei dels Reis Catòlics i els seus successors que l'usaren com una poderosa arma. Un exemple d'això és la persecució que va fer la Inquisició, per motius polítics, contra Antonio Pérez, antic secretari de Felip II que s'havia refugiat al Regne d'Aragó.
La Inquisició, com a tribunal eclesiàstic, només tenia competència sobre cristians batejats. Durant la major part de la seva història, però, en no existir llibertat de culte ni a Espanya ni als seus territoris dependents, la seva jurisdicció es va estendre a la pràctica totalitat dels súbdits del rei d'Espanya, i des de la creació dels tribunals americans, mai no va tenir jurisdicció sobre els Pobles indígenes d'Amèrica. El rei d'Espanya ordenava: que els inquisidors mai no procedissin contra els indis, sinó contra els cristians vells i els seus descendents i les altres persones contra qui en aquests regnes d'Espanya se sol procedir.
El Consell de la Inquisició es va establir a Espanya per la butlla Exigit sincerae devotionis de l'1 de novembre de l'any 1478, però no es va posar en funcionament fins al 1480. Estava format per l'Inquisidor General, la suprema autoritat de la Inquisició, i diversos Consellers i un secretari. S'organitzava en dues secretaries territorials. La Secretaria d'Aragó gestionava els assumptes dels Tribunals de Districte de València i Saragossa, establerts en 1482, Barcelona, establert en 1484, Mallorca, establert en 1488, Logroño, establert en 1512, Sicília, establert en 1513 amb seu a Palermo, Sardenya, Lima i Mèxic, establerts en 1569, i Cartagena d'Índies establert en 1610, i la Secretaria de Castella gestionava els assumptes dels Tribunals de Districte de Sevilla i Còrdova, establerts en 1482, Llerena i Toledo, establerts en 1485, Valladolid i Múrcia, establerts en 1488, Conca, establert en 1489, Canàries, establert en 1505 en Las Palmas de Gran Canaria, Granada, establert en 1526 i Santiago de Compostela, establert en 1574.
Es divideix l'activitat de la Inquisició en cinc períodes. El primer, del 1480 al 1530, va estar marcat per la intensa persecució dels judeus conversos, seguit per un període de relativa tranquil·litat fins al 1560 en què torna a ser intensa la seva activitat, centrada en els protestants i en els moriscos fins al 1614, i en la resta del segle xvii, en què la majoria de persones jutjades són cristians vells i el cinquè, el segle xviii, amb l'arribada de la il·lustració i els Borbó, l'heretgia deixa de ser el centre d'atenció del tribunal perquè ja no constitueix un problema.
En un primer moment, l'activitat de la Inquisició es va limitar a les diòcesis de Sevilla i Còrdova, on Alonso de Ojeda havia detectat el focus de conversos judaitzants. El primer acte de fe es va celebrar a Sevilla el 6 de febrer de 1481, en el que van ser cremades vives sis persones, amb sermó del mateix Alonso de Ojeda. Des de llavors, la presència de la Inquisició a la Corona de Castella es va incrementar ràpidament; per a 1492 existien tribunals en vuit ciutats castellanes: Àvila, Còrdova, Jaén, Medina del Campo, Segòvia, Sigüenza, Toledo i Valladolid, i amb el temps es van jutjar altres crims a més del càstig de l'heretgia, sense temor a envair l'àmbit de la jurisdicció civil. Amb l'establiment final de la Inquisició espanyola als territoris de la Corona d'Aragó. El Regne de Nàpols mai va formar part de la inquisició espanyola, sinó que ho van fer de l'apostólica de Roma.
L'Expulsió dels jueus d'Espanya va ser ordenada el 1492 pels Reis Catòlics mitjançant el Decret de l'Alhambra amb la finalitat d'impedir que els jueus continuessin influint en els cristians nous perquè aquests judaïtzessin. La decisió d'expulsar els jueus o de prohibir el judaisme està relacionada amb la instauració de la Inquisició espanyola catorze anys abans en la Corona de Castella i nou en la Corona d'Aragó, perquè precisament va ser creada per perseguir els judeoconversos que continuaven practicant la seva antiga fe.

### La inquisició a la Corona d'Aragó

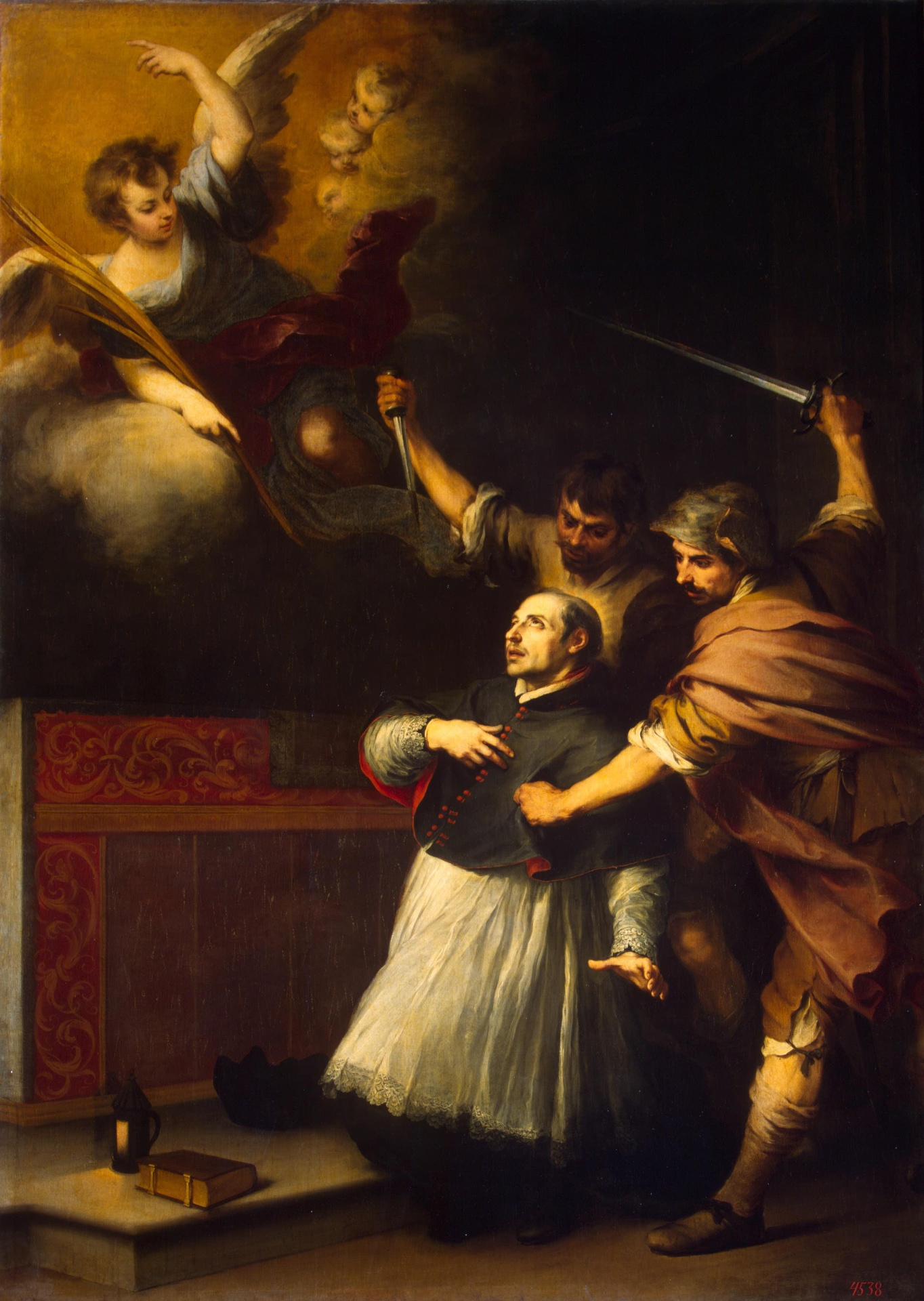
La muerte de San Pedro de Arbués, obra de 1664 de Bartolomé Esteban Murillo.

Per establir la Inquisició als territoris de la Corona d'Aragó, Ferran el Catòlic va ressuscitar l'antiga Inquisició pontifícia sotmetent-la al seu control directe. La població es va mostrar reticent a les actuacions de la Inquisició i les diferències de Ferran amb Sixt IV van fer que aquest promulgués una nova butlla en què prohibia categòricament que la Inquisició s'estengués a Aragó reprovant la tasca del tribunal inquisitorial, però les pressions de Ferran des de 1481 van fer que el Papa acabés suspenent la butlla, i en promulgués una altra, el 17 d'octubre de 1483, nomenant Tomás de Torquemada també inquisidor general d'Aragó, València i Catalunya, convertint la Inquisició en l'única institució amb autoritat a tots els regnes de la monarquia hispànica, i en mecanisme per servir en tots ells els interessos de la corona i la persecució de dissidents. A la Corona d'Aragó es van establir els tribunals al Palau Reial Major de Barcelona, Palau del Real de Valencia, el Palau de l'Aljaferia de Saragossa, Palma, Sardenya i Sicília, a més el tribunal de Logroño comprenia Navarra i el País Basc. Les ciutats d'Aragó van continuar resistint-se, i fins i tot hi va haver conats de revolta, com a Terol entre 1484 i 1485, però l'assassinat a Saragossa de l'inquisidor Pedro Arbués, el 15 de setembre de 1485 i la mort de Pere Gaspar Jotglar a Lleida, que es rumorejà enverinat per conversos, va fer que l'opinió pública fes un tomb en contra dels conversos i a favor de la Inquisició. A Aragó, els tribunals inquisitorials es van acarnissar especialment amb membres de la poderosa minoria conversa, i van acabar amb la seva influència en l'administració aragonesa.

### Censura
Amb la invenció de la impremta, que va facilitar la difusió de llibres fora de l'espai tancat de les biblioteques de les abadies i capítols, i l'adveniment de la Reforma Protestant, la Contrareforma començà amb el Concili de Trento, i la Inquisició va treballar activament per evitar la difusió d'idees herètiques a Espanya des que l'Edicte de Worms del 1521 de l'emperador Carles V va declarar Martí Luter pròfug i heretge, prohibint-ne les obres. Es van elaborar successius Index Librorum Prohibitorum, dels quals va aparèixer el primer a Roma el 1559. Aquests índexs eren llistes de llibres prohibits per raons d'ortodòxia religiosa que ja eren comunes a Europa una dècada abans que la Universitat de París publiqués el primer en 1544, A Espanya el primer volum que fou publicat ho feu el 1551 en forma de reimpressió del publicat a la Universitat de Lovaina el 1546 per ordre de Carles V amb un apèndix dedicat als llibres espanyols. Els índexs incloïen una enorme quantitat de llibres de tota mena, encara que prestaven especial atenció a les obres religioses i, particularment, a les traduccions vernacles de la Bíblia. Les llistes de llibres prohibits per l'església van començar quan Exuperi de Tolosa, que consultava sobre el càanon de la bíblia i el comportament dels religiosos, va rebre d'Innocenci I la carta Consulenti Tibi el 405, que contenia una llista de les escriptures canòniques i una sèrie d'escrits que no només s'havien de repudiar, calia prohibir-los (et si qua sunt alia, non solum repudianda, veram etiam noveris esse damnada), que fou ampliat per Gelasi I en 496 amb el Decret Gelasianum.

### Repressió del protestantisme
L'arribada el 1516 a Espanya de l'emperador Carles V va ser vista pels conversos com una possibilitat d'acabar amb la Inquisició, o almenys de reduir-ne la influència però malgrat les reiterades peticions de les Corts de Castella i d'Aragó va mantenir intacte el sistema inquisitorial. Durant el segle XVI la majoria dels processos ja no van tenir com a objectiu els falsos conversos, dedicant-se a extingir els escassos brots protestants que van aparèixer a Espanya, i bona part d'aquests protestants eren d'origen jueu.
L'any 1525, la Inquisició va emetre un Edicte sobre els alumbrados en el qual l'Inquisidor General, Alonso Manrique de Lara, explicava com es va descobrir i investigar la nova heretgia de l'alumbradisme. El primer procés rellevant va ser el que es va seguir contra els primers líders dels alumbrados, Isabel de la Cruz i Pedro Ruiz de Alcaraz a Guadalajara i Valladolid. Els processos van ser llargs, i es van resoldre amb penes de presó de magnitud diferent, sense que cap dels integrants d'aquestes sectes fos executat. Tot i això, l'assumpte delsalumbrados va posar la Inquisició sobre la pista de nombrosos intel·lectuals i religiosos que, interessats per les idees erasmistes, s'havien desviat de l'ortodòxia. Aquest va ser el cas de l'humanista Juan de Valdés, que va haver de fugir a Itàlia per escapar-se del procés que s'havia iniciat contra ell, o del predicador Joan d'Àvila, que va passar prop d'un any a la presó.

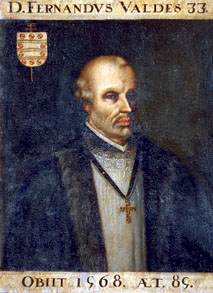
Fernando de Valdés y Salas, inquisidor general

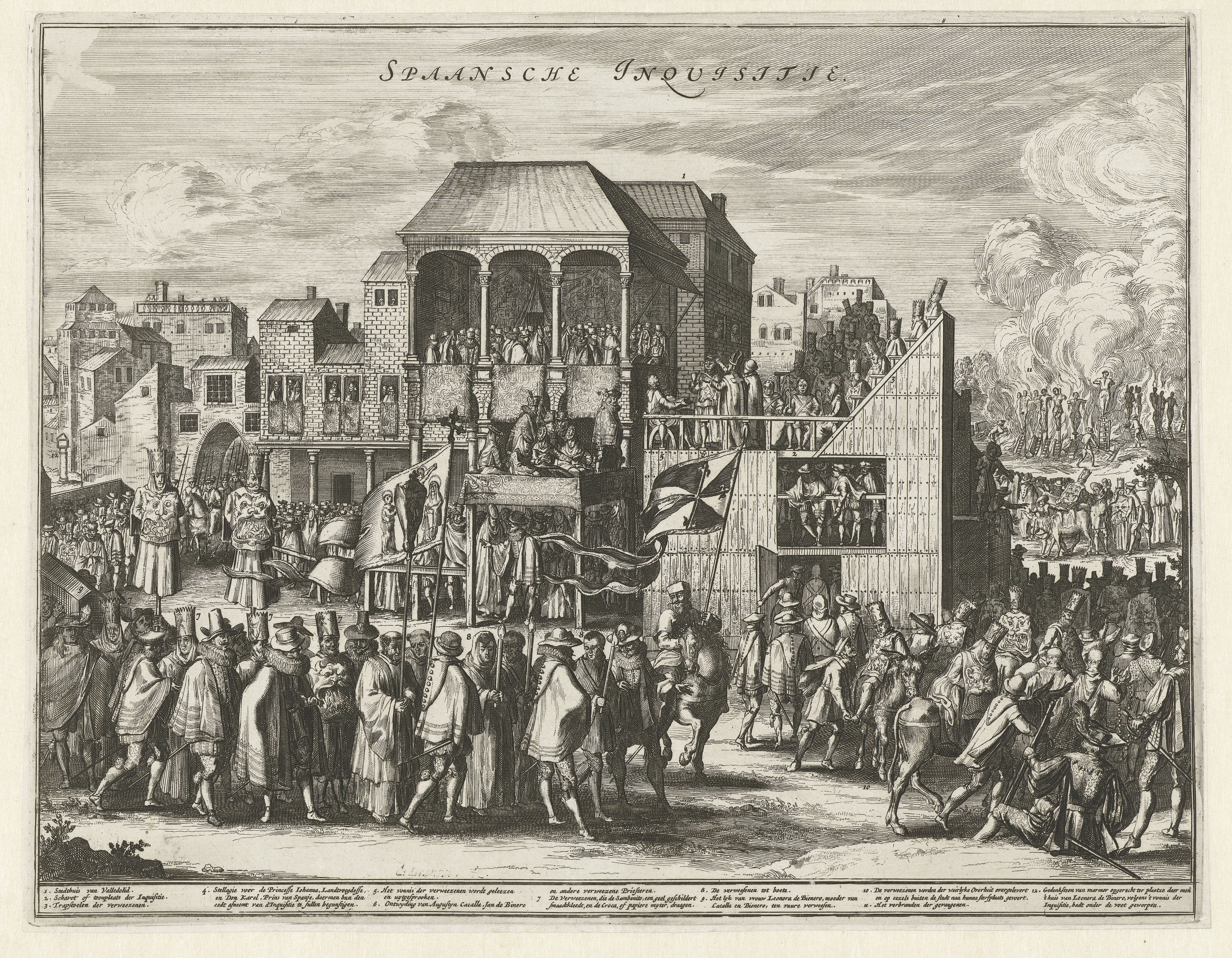
Acte de fe a Valladolid en 1558

Fernando de Valdés y Salas va ser nomenat el 1547 com a inquisidor general, reorganitzant la institució fent-ne un aparell de repressió estructurat, econòmicament sanejat i amb una normativa processal depurada, a punt de bolcar-se en les noves tasques que la corona li confiarà, que veurà el cim del seu poder amb els principals processos contra grups luterans que van tenir lloc entre 1558 i 1562, al començament del regnat de Felip II de Castella, contra dues comunitats protestants de les ciutats de Valladolid i Sevilla, i l'arrest l'agost de 1559 el mateix arquebisbe de Toledo, Bartolomé de Carranza, l'home més enlairat de la jerarquia eclesiàstica hispana. Aquests processos van significar una notable intensificació de les activitats inquisitorials. Es van celebrar diversos actes de fe multitudinaris, alguns d'ells presidits per membres de la reialesa, en els quals van ser executades al voltant d'un centenar de persones. Després de 1562, encara que els processos van continuar, la repressió va ser molt menor, i es calcula que dels dos-cents processats espanyols per luterans fins a finals del XVI, només van ser cremats vius una desena. En 1566 és nomenat inquisidor general Diego de Espinosa y Arévalo.

### Persecució dels moriscos
El 1567 Pedro de Deza, president de la Reial Cancelleria de Granada, proclamà la Pragmàtica Sanció de 1567 concebuda per l'Inquisidor general Diego de Espinosa y Arévalo i Felip II de Castella que limitava les llibertats religioses, lingüístiques i culturals de la població morisca. Aquest edicte comportarà la rebel·lió dels moriscos a les Alpujarras, que Joan d'Habsburg i Blomberg, germà natural del rei, reduirà militarment.

### Supersticions i bruixeria
La caça de bruixes a Espanya va tenir una intensitat molt menor que a França, Anglaterra o Alemanya. Un cas destacat va ser el judici de les bruixes de Zugarramurdi van ser cremades sis persones, i cinc més en efígie (per haver mort amb anterioritat). En general, però, la Inquisició va mantenir una actitud escèptica cap als casos de bruixeria, considerant, a diferència dels inquisidors medievals, que es tractava d'una mera superstició sense cap base. Alonso de Salazar i Frías, que després del procés de Logronyo va portar un edicte de gràcia a diverses localitats navarreses, va indicar al seu informe a la suprema que: «No hi va haver bruixes ni embruixats al lloc fins que es va començar a tractar i escriure'n ».
La Cacera de bruixes als Països Catalans començà a partir del segle XIV, quan el dominic Nicolau Eimeric, conegut per la seva radicalitat i violència, redacta la seva obra més famosa, “Directorium inquisitorum”, en què assegura l'existència de bruixes i les formes de descobrir-les. Al segle XIV es registren els primers processos a bruixes. Les condemnes eren llavors relativament lleus i consistien en amonestacions, dejunis i peregrinacions a Montserrat. Al segle XV es registra a Amer el primer procés important que va venir a convèncer la població de l'existència de bruixes. Al segle XVII es van donar els anys de persecució màxima i sistemàtica, seguint la línia del que estava passant a la resta d'Europa, amb tortures i execucions, l'última de les quals es tenen dades fiables data de la segona meitat del segle XVIII. Als Països Catalans van ser executades multitud de dones acusades de ser bruixes, cada vegada hi ha més estudis en profunditat que permeten donar llum a un munt de processos irregulars -sense documentació conservada o bé destruïda-. La majoria d'aquests processos no els van realitzar els tribunals de la Inquisició, sinó la justícia local.

### Abolició
La primera abolició de la Inquisició espanyola va ser aprovada per Napoleó Bonaparte després d'entrar a Madrid mitjançant els decrets de Chamartín de 4 de desembre de 1808, pels que abolia l'Antic Règim a Espanya, incloent-hi el feudalisme i la Inquisició espanyola, i també ho feren les Corts de Cadis per a les zones no ocupades pels francesos el 22 de febrer de 1813 tot i mantenir la prohibició de qualsevol religió i confessió diferent de la catòlica. Quan Ferran VII d'Espanya va recuperar el tron el 1814, sent un magnífic instrument per al control polític dels dissidents, en va ordenar la restauració, fins que el Rafael de Riego va donar un cop d'estat a Sevilla en 1820 proclamant la restauració de la Constitució espanyola de 1812 i abolint la inquisició durant el Trienni Liberal, fins que la Santa Aliança en el congrés de Verona de 1822 decideix acudir en ajuda de Ferran, amb l'enviament dels Cent Mil Fills de Sant Lluís i la Restauració absolutista a Espanya. Ferran no la va tornar a restaurar a plena capacitat, però «de facto» va continuar operant sota la fórmula de les Juntes de Fe, tolerades a les diòcesis pel rei i que van tenir el trist honor d'executar l'últim heretge condemnat de la història. No es va abolir definitivament a tota la Monarquia fins al 15 de juliol de 1834, durant la regència de Maria Cristina de Borbó a l'inici del Regnat d'Isabel II d'Espanya.

## Etapes històriques de la Inquisició
- Fundació (1478) (a la Corona d'Aragó s'instaura el 1482, excepte al Regne de Mallorca que ho fa el 1488). Fins a mitjan segle xvi (1530). Gran activitat. Objectiu: criptojueus. Període de severes penes.
- 1530 a 1640. L'activitat del tribunal decau. El Sant Ofici es fa més lent i burocràtic. L'objectiu principal en aquesta època eren els cristians vells.
- 1640 a 1660. Sorgeix un nou brot d'activitat. Principalment sobre conversos o cristians nous. A Mallorca aquesta etapa es va desenvolupar més tard (1675-1695).
- 1691 a tot el segle xviii. Inactivitat cada vegada major. Es va dedicar sobretot a intentar frenar la introducció a Espanya de les noves idees il·lustrades.

A Espanya la inquisició es va suprimir en 1820 durant el Trienni Liberal, i encara que Ferran VII va restablir la inquisició, les pràctiques de tortura acaben en 1834.

## Algunes accions protagonitzades per la Inquisició a la Corona d'Aragó
- 1482 S'instaura a la Corona d'Aragó i el mateix any comença la persecució i crema de la Bíblia Valenciana, primera Bíblia impresa en català.
- 1482 Enceta un procediment contra la família del filòsof Joan Lluís Vives. El 1509 aquest haurà d'exiliar-se a França.
- 1484 El filòsof i eclesiàstic Pere Daguí és acusat d'heterodòxia, per l'inquisidor de Mallorca.
- 1509 Crema en la foguera al poeta, metge i catedràtic universitari Lluís Alcanyís i a la seua dona.
- Segle XVI, principis, el valencià Francesc Vicent, autor del Llibre dels jochs partits dels schacs en nombre de 100, primer llibre de teoria dels escacs, ha de fugir a Itàlia per problemes amb la Inquisició.
- Segle XVI el Lazarillo de Tormes és inclosa a l'Index Librorum Prohibitorum.
- 1675 a 1695. Onada de processos inquisitorials a Mallorca contra els conversos després de 125 anys de no perseguir-los, que donà lloc al fenomen xueta, hi hagué 320 condemnes i 38 ajusticiats a la foguera.
- 1770 Les obres teatrals de Francesc Vicent Garcia i Ferrandis són prohibides.
- 1774, aproximadament, el valencià Josep Climent i Avinent, bisbe de Barcelona, partidari de l'ús del català, és denunciat per Campomanes, per finançar la Diputació i col·laborar amb els avalots de les quintes.
- 1826 el mestre valencià Gaietà Ripoll és condemnat a la forca per les Juntes de Fe de la Inquisició per menjar carn el divendres i retirar el crucifix de l'aula on impartia classes.

## Organització interna
Consell de la General i Suprema Inquisició: Elaborava instruccions per als tribunals, examinava informes de les vistes, ordenava inspeccions, revisava causes, i actuava com a tribunal per als membres del Sant Ofici que hagueren comès algun crim. El president era l'Inquisidor general. Els altres eren prelats, lletrats i inquisidors provincials designats pel Rei.
Tribunals: Formats per inquisidors, la gran majoria clergues seculars amb formació jurídica, a més d'altres funcionaris com fiscals, secretaris, algutzirs, notaris, etc.
Familiars:Sense salari fix. Fomentaven la delació, rebien testificacions i agafaven els acusats. A pesar de ser uns personatges odiats per la població, el fet d'estar exempts de determinades contribucions fiscals va fer que el seu nombre creixés de forma notable. A més, podien anar armats, tenien el privilegi de jurisdicció, i era una demostració de neteja de sang.

## Procés judicial
Edicte de gràcia30 o 40 dies perquè l'acusat confessara la seva culpa, i no se li apliqués la pena de mort, presó perpètua, ni la confiscació de béns. O (segons les èpoques) edicte de fe.
DelacióConverteix tots els ciutadans en possibles col·laboradors del tribunal.
DetencióEn una presó de la inquisició.
InvestigacióPer a restablir la veritat o no de l'acusació.
ReuIncomunicat, ignorava la identitat del delator i els càrrecs que se li imputaven, fomentant així la denúncia.
Segrest de bénsPer a sufragar les despeses del procés i manteniment de l'acusat.
JudiciEl reu comptava amb un advocat defensor, que increpava el reu a què confessés els seus culpes, més que defensar-lo. Tot acabava en absolució o condemna.
Acte de feManifestació pública de la Inquisició a la recerca d'exemplaritat.
Si durant la investigació el reu confessava la seva culpabilitat, això era considerat prova. Si la confessió era parcial o l'evidència defectuosa, el reu era sotmès a tortura. La mort en la foguera era la pena màxima, per a heretges reincidents o impenitents.